# Der Freischütz
Der Freischütz (tiếng Việt: Mũi tên thần) là vở opera nổi tiếng của nhà soạn nhạc người Đức Carl Maria von Weber. Friedrich Kind là người viết lời cho tác phẩm. Weber viết vở opera này vào năm 1821. Với vở opera này, Weber trở thành người đặt nền móng cho thể loại opera lãng mạn dân tộc Đức. Khúc dạo đầu (tức overture) của tác phẩm được xếp vào kho tàng âm nhạc giao hưởng của thế giới. Nội dung lấy từ truyền thuyết kể về cuộc đời người đi săn trong văn học dân gian Đức. Weber đã đưa vào tác phẩm những cảnh sinh hoạt của nhân dân Đức bằng phong cảnh thơ mộng, những điệu nhảy của quần chúng nhân dân. Bố cục tác phẩm gồm overture và 2 màn, trong đó màn 1 là những cảnh trong đời sống hiện thực của nhân dân, màn 2 tượng trưng cho thế giới hư ảo. Overture trong tác phẩm được coi như một bản tóm tắt nội dung vở nhạc kịch.

## Âm thanh
| Vở opera Mũi tên thần của Weber, khúc dạo đầu |  |
|                                               |  |
|                                               |  |